# SAME Feldbahntraktor 4R/10
Der SAME Feldbahntraktor 4R/10 (italienisch Trattore 4R/10 per Decauville) war ein um 1950 serienmäßig als Feldbahnlokomotive gebauter Traktor des italienischen Herstellers SAME.

## Konzept
Die Traktorlokomotive war mit 500 oder 600 mm Spurweite erhältlich. Sie war insbesondere für den Betrieb von Kipplorenzügen auf fliegendem Gleis in Ziegeleien entwickelt worden. Es gab auch eine straßen- und geländetaugliche Variante als Traktor mit Lenkung und luftgefüllten Pirelli-Gummireifen.